# Physocephala albofasciata
Physocephala albofasciata är en tvåvingeart som beskrevs av Enrico Adelelmo Brunetti 1912. Physocephala albofasciata ingår i släktet Physocephala och familjen stekelflugor. Inga underarter finns listade i Catalogue of Life.